# Abbaye Saint-Gilles de Brunswick
L’abbaye Saint-Gilles est une ancienne abbaye bénédictine à Brunswick, dans le Land de Basse-Saxe et l'archidiocèse de Hambourg.

## Architecture
Les parties du monastère, une partie du cloître et les salles du couvent, qui sont conservées à côté de l'église Saint-Gilles, comptent parmi les plus anciens bâtiments de Brunswick. Ils comportent des éléments romans et gothiques. En plus du cloître, il y avait aussi un jardin, une cour de ferme et un cimetière, mais ceux-ci sont détruits.

## Histoire
L'abbaye bénédictine est fondée en 1115 par la margrave Gertrude de Brunswick et d'abord consacrée à Marie puis à Gilles l'Ermite. Elle reçoit les reliques d'Auctor de Metz, amenées à Brunswick en 1113. Auctor devient patron de la ville de Brunswick en 1200. Elle est construite sur le Köpfeberg (appelé plus tard Aegidienberg) au sud-ouest du village de Bruneswiek (Altewiek). Dans l'aire du monastère, une église romane est construite. 
En 1134 l'empereur Lothaire de Supplinbourg prend l'abbaye sous sa protection. Il fait administrer le vogt par des ministériels du château de Dankwarderode. En 1179, le pape Alexandre III confirme les biens de l'abbaye Saint-Gilles, y compris l'église Saint-Magne ainsi que la chapelle Saint-Nicolas et l'église Saint-Gilles de Rautheim. Les moines de l'abbaye Saint-Gilles de Brunswick fondent l'abbaye Saint-Jean de Lübeck et, de là, l'abbaye bénédictine de Wismar. En 1278, une nouvelle église abbatiale est bâtie après un grand incendie. L'église est consacrée en 1478.
Le monastère a une grande importance, comme en témoignent de nombreux documents épiscopaux et papaux. Dans l'abbaye, des livres et témoignages historiques sont créés et stockés. L'abbé Berthold Meier signe en 1457 les Légendes et histoires de l'abbaye Saint-Gilles, livre dans lequel apparaît le premier plan de Brunswick. Après la dissolution du monastère, ces collections monastiques sont distribuées dans les bibliothèques, les musées et les archives. En outre, l'abbaye conserve une relique du sang du Christ.
Au moment de la réforme protestante, certains des moines bénédictins sont parmi les premiers disciples de Luther. Le moine Gottschalk Kruse prononce des sermons et des conférences bibliques dans l'église. Il fait ainsi la diffusion de la foi protestante à Brunswick, mais doit quitter la ville en mars 1523, contraint par le duc Henri II de Brunswick-Wolfenbüttel.
Après que les moines bénédictins quittent le monastère pendant la Réforme en 1528 et que l'abbaye bénédictine est abolie en 1543, elle est remise à des religieuses cisterciennes puis en 1615, des nonnes luthériennes du quartier Saint-Léonard s'installent.

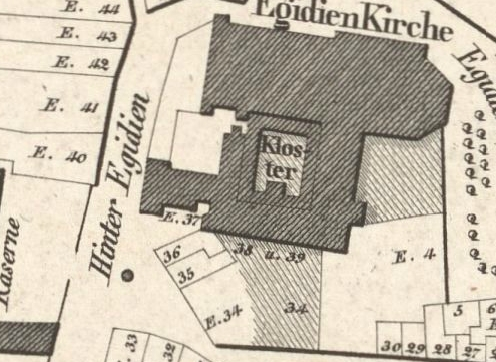
Plan de l'abbaye et de l'église adjacente en 1829

Le 8 décembre 1811, le dernier service a lieu dans l'église Saint-Gilles, qui est alors une église de garnison. Elle est désacralisée et devient notamment une salle de concert. En 1821 y vivent encore une directrice (Domina), un prévôt et onze conventuelles. En 1832, les bâtiments sont convertis en prison ; la cour sert de lieu d'exécution. Afin de permettre l'agrandissement en octobre 1840, le couvent est déplacé au gymnasium Kleine Burg. Les bâtiments servent de prison jusqu'en 1867. De 1884 à 1885, une nouvelle prison est construite au Rennelberg.
Les nombreuses modifications et les travaux de démolition du monastère ont laissé seulement l'aile du cloître oriental avec trois salles adjacentes. Une fenêtre à arche ronde, enlevée lors de la démolition, est installée au début du XXe siècle dans l'église Sainte-Croix, église du XIIIe siècle, au cours de sa rénovation.
En 1902, le musée régional du Brunswick emménage dans les salles du couvent encore existantes, en plus de l'ancienne église abbatiale et de l'ancien pavillon protestant adjacent. L'abbaye est restaurée. Le chœur de l'abbaye pauline du XVe siècle, démoli de 1902 à 1903, est reconstruit ici pour donner plus d'espace au musée. Le 25 avril 1906, les nouvelles salles du musée sont inaugurées en présence du prince régent Albert de Prusse.
Après la Seconde Guerre mondiale, l'église Saint-Gilles est remise à la paroisse catholique Saint-Nicolas, à la fois en raison des bombardements mais aussi de l'afflux en ville de réfugiés, qui fait bondir le nombre de pratiquants catholiques. Les salles du monastère et le chœur paulin endommagés par la guerre sont réparés. Les travaux achevés à la fin des années 1950 ne permettent que de petites expositions. Le musée est complètement rouvert au public en 1960 avec une nouvelle exposition permanente. Après la réinstallation du musée régional du Brunswick dans des bâtiments contemporains, le complexe de bâtiments autour du monastère sert de centre d'exposition. En 1987, en plus d'une exposition par le musée régional sur la culture et l'histoire juives avec une salle de synagogue, des expositions temporaires ont lieu. Depuis 2012, une exposition sur les salles du monastère est située à côté du musée juif.
En raison de la rénovation du monastère et du bâtiment du musée, il est fermé le 11 août 2014 et rouvre au public au printemps 2015.